# Solieria vacua
Solieria vacua là một loài ruồi trong họ Tachinidae.